# Rijksministerraad
Der Reichsministerrat ist ein Organ des Königreichs der Niederlande. Die niederländische Bezeichnung lautet Raad van ministers van het Koninkrijk oder kurz Rijksministerraad. Mit Königreich ist hier das staatsrechtliche Gebilde gemeint, das aus den vier Ländern Niederlande, Curaçao, Aruba und Sint Maarten besteht. Die rechtliche Grundlage dafür ist das Statuut voor het Koninkrijk der Nederlanden, das ursprünglich aus dem Jahr 1954 stammt.
Wenn das niederländische Kabinett Angelegenheiten für das gesamte Königreich entscheiden will (zum Beispiel in der Verteidigungspolitik), dann muss es Vertreter der anderen drei Länder hinzuziehen. Diese Zusammenstellung ist der Reichsministerrat: Er besteht aus allen Ministern des Landes Niederlande sowie je einem Bevollmächtigten der anderen drei Länder (auf Niederländisch: Gevolmachtigde minister).
Der Reichsministerrat trifft sich in der Regel einmal im Monat, vor einer Sitzung des niederländischen Kabinetts. Der Sitzungsort sowie der Sitz der Bevollmächtigten ist Den Haag. Vorsitzender des Reichsministerrates ist der niederländische Ministerpräsident. Ein Minister kann von einem oder mehreren Staatssekretären unterstützt werden; diese haben nur auf Einladung Zugang zum Rat.

## Bevollmächtigte
Das Statuut bestimmt die Rolle der Bevollmächtigten im Reichsministerrat (Art. 12). Ein Bevollmächtigter kann bei den Verhandlungen angeben, dass ein anstehender Beschluss sein Land ernsthaft benachteiligen werde. Dann findet eine gesonderte Verhandlung in einer bestimmten Konstellation statt (unter anderem mit dem Bevollmächtigten und dem niederländischen Ministerpräsidenten). Am Ende entscheidet jedoch der gesamte Ministerrat.
Wie ein Bevollmächtigter in sein Amt kommt, steht in der jeweiligen Landesverfassung. In allen drei Ländern wird der Bevollmächtigte von der Landesregierung ernannt und entlassen. Ist ein Bevollmächtigter in der Ausübung seines Amtes verhindert, ernennt die Landesregierung jemanden, der ihn ersetzt. Der Bevollmächtigte darf weder der Landesregierung noch dem Landesparlament angehören. Die niederländische Regierung hat keinen Einfluss auf die Auswahl eines Bevollmächtigten und kann ihm zum Beispiel nicht die Teilnahme am Reichsministerrat verweigern.

## Rolle des Königs
Die Regierung des Landes Niederlande besteht aus dem König und den Ministern. Der König gilt als der dauerhafte und unverletzliche Teil der Regierung. Die Minister kommen im niederländischen Ministerrat zusammen; sie sind der übrige, der veränderliche und verantwortliche Teil der Regierung der Niederlande. 
In den anderen drei Ländern des Königreichs ist derselbe König ebenfalls Teil der jeweiligen Landesregierung. Da der König jedoch in den Niederlanden wohnt, wird er in diesen drei Ländern jeweils von einem Gouverneur vertreten. 
Obwohl der König das Oberhaupt des Königreichs und Teil jeder der vier Landesregierungen ist, gehört er nicht zum Reichsministerrat. Er ist nämlich weder ein Minister noch ein Bevollmächtigter.

## Belege
1. ↑  Rijksministerraad. In: Parlement.com. Abgerufen am 20. Juli 2024 (niederländisch).
2. ↑  Hoe werkt het politieke bestuur van Nederland? In: Prodemos. Abgerufen am 20. Juli 2024 (niederländisch).